# Koningslinde

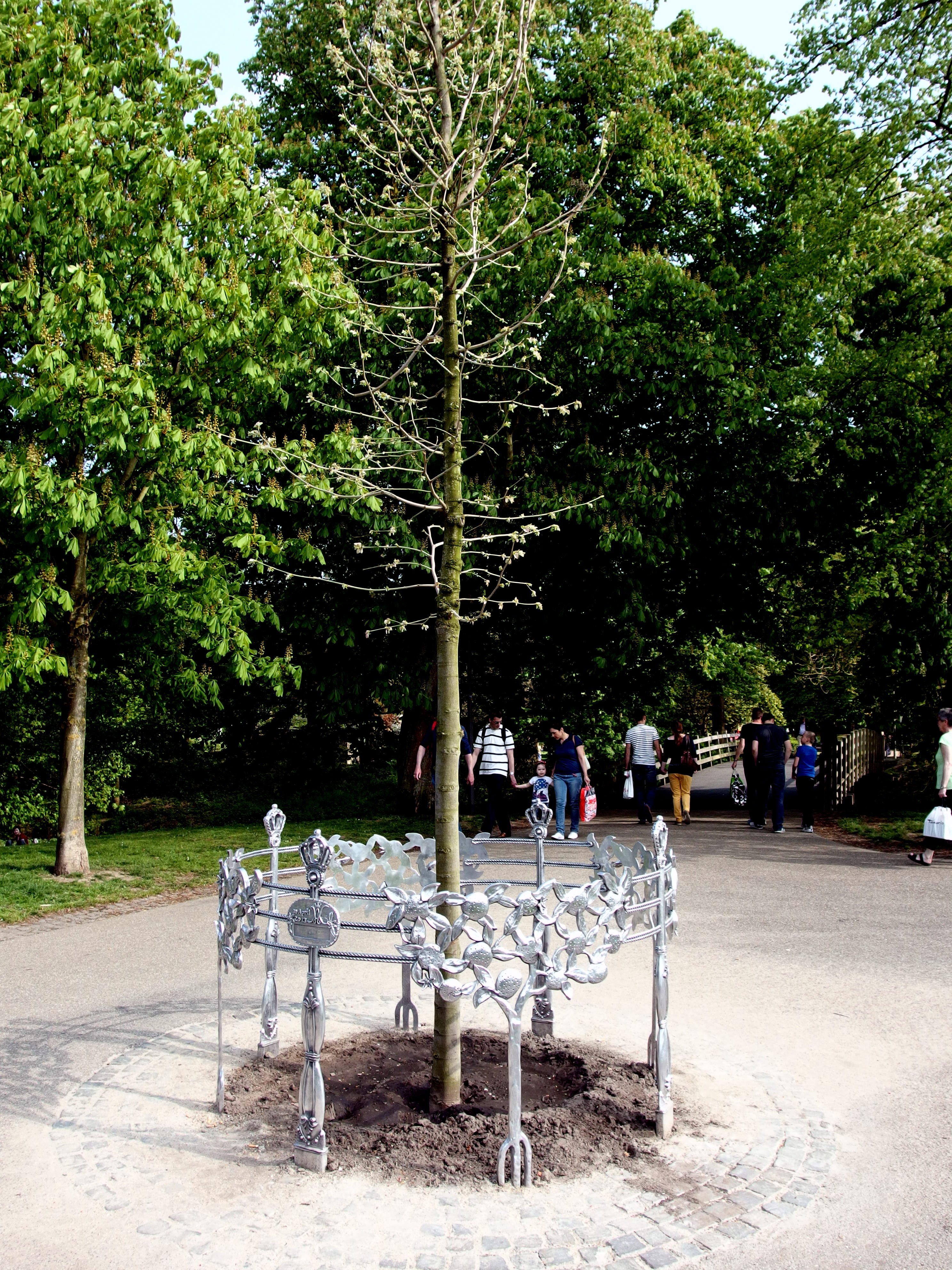
Koningslinde in Maastricht

Een koningslinde of koningsboom is een lindeboom die ter ere van een troonswisseling in Nederland wordt geplant. Hiervoor wordt een cultivar van de krimlinde (Hollandse linde) gebruikt, Tilia europaea 'Pallida'.
Toen prinses Wilhelmina op 6 september 1898 koningin werd, werden de eerste koningslindes geplant ('Wilhelmina-lindes'). Ze werden toen voor die gelegenheid speciaal gekweekt. Dit werd herhaald toen prinses Juliana op 6 september 1948 koningin werd en prinses Beatrix op 30 april 1980.

## 2013
In april 2013 werd in elk van de 408 Nederlandse gemeenten een koningsboom geplant ter ere van de troonswisseling op 30 april. Het plan was een initiatief van de Stichting Nationale Boomfeestdag. Kroonprins Willem-Alexander plantte op 23 april in aanwezigheid van burgemeester Van Aartsen de eerste koningsboom in wijkpark Transvaal in Den Haag. Hij werd bijgestaan door een aantal kinderen uit groep 6 van de Comeniusschool uit die wijk.
Om iedere boom kan een rond sierhek worden geplaatst. Het Koningshek werd ontworpen door Margot Berkman en gemaakt van hoogglans aluminium, dat met de hand werd gepolijst. Het hek heeft een doorsnee van 2 meter en een hoogte van 120 centimeter. Het bestaat uit acht delen, vier oranjebomen afgewisseld door vier koningsscepters.